# Sárga ibolya
A sárga ibolya (Viola biflora) a legújabb rendszerezések szerint a Malpighiales rendbe és a ibolyafélék (Violaceae) növénycsaládjába tartozó faj.

## Előfordulása
Bükk-vidék (Leány-völgy). Jégkorszaki reliktum növényünk, mely a Bükk hegység mindössze 500–700  m tszf. magasságban nő, a Kárpátokban 1500–2000  m magasságban találkozhatunk vele. Szurdokerdőben, mészkőtörmeléken él.

## Leírása
Mindössze 5–12 cm-es évelő, kopasz növény. Levelei vese alakúak, hosszukkal megegyező szélesek (3–4 cm) vagy szélesebbek, csipkés szélűek. Tő- és szárlevelei is vannak, számuk viszonylag kevés. Hártyás pálhalevelei tojásdadok, ép szélűek. Rendszerint kettő (ritkábban egy) max. 1,5 cm nagyságú sarkantyús, sárga virága van, melyek alsó szirma néha barna csíkos. Csészelevelei lándzsás-hegyesek, 4–6 mm hosszúak. Termése tok.
Május végétől július elejéig virágzik.
Egyetlen sárga virágú ibolyánk, más fajjal nem téveszthető össze.

## Források

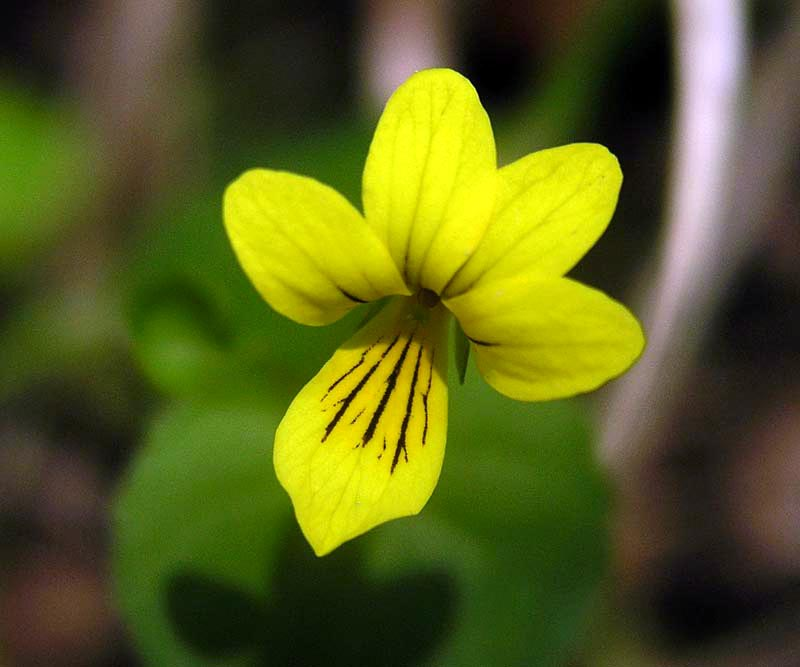
Virága